# La città degli uomini silenziosi
La città degli uomini silenziosi (The City of Silent Men) è un film muto del 1921 diretto da Tom Forman. Prodotto dalla Famous Players-Lasky Corporation e distribuito dalla Paramount, aveva come interpreti Thomas Meighan, Lois Wilson, Kate Bruce, Paul Everton, George MacQuarrie, Guy Oliver. La sceneggiatura di Frank Condon si basa su The Quarry, romanzo di John A. Moroso, pubblicato a Boston nel 1913.

## Trama
Jim Montgomery, un piccolo provinciale, viene incastrato da una coppia di ladri che lo fanno arrestare per un omicidio che lui non ha commesso. In tribunale, viene condannato all'ergastolo, pena che dovrà scontare a Sing Sing. In carcere, Jim fa amicizia con Old Bill, il suo compagno di cella. Il suo nuovo amico lo aiuterà poi a fuggire quando giungerà la notizia che la madre del giovane è gravemente malata. Dopo la morte della madre e il suo funerale, Jim va in California. Trova un lavoro ma anche l'amore, quello di Molly Bryant, la figlia del proprietario della compagnia dove lavora. Lui le racconta del suo passato ma la ragazza non si lascia fuorviare: credendo nella sua innocenza, accetta di sposarlo. Quando un investigatore trova Jim, che si è rifatto onestamente una vita, il detective decide di non denunciarlo, lasciando le cose così come sono. Alla fine, comunque, Jim verrà riabilitato quando uno degli assassini confesserà, sul letto di morte, il suo crimine prosciogliendo Jim da ogni accusa.

## Produzione
Il film fu prodotto dalla Famous Players-Lasky Corporation.

## Distribuzione

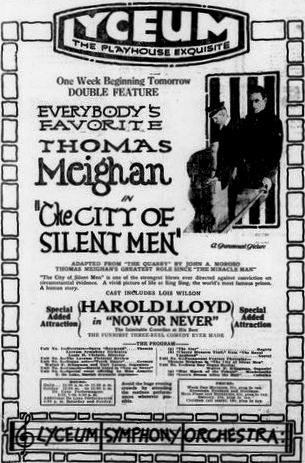
Pubblicità sul Duluth Herald (3 giugno 1921)

Il copyright del film, richiesto dalla Famous Players-Lasky Corp., fu registrato il 29 aprile 1921 con il numero LP16434.

Distribuito dalla Paramount Pictures, il film - presentato da Jesse L. Lasky - uscì nelle sale cinematografiche degli Stati Uniti il 1º maggio 1921. In Danimarca, uscì il 13 marzo 1922 con il titolo Manden fra Sing-Sing; in Finlandia, fu distribuito dalla Royal Film il 14 maggio 1923; in Francia prese il titolo La Cité du silence.

### Censura
In Italia, distribuito dalla Famous Players, ottenne nel 1923 il visto di censura numero 18833 ma con riserva. La motivazione recitava: "Sopprimere nel 2° atto tutte le scene descrittive dell'evasione del recluso Jim Montgomery dalla prigione di Sing-Sing essendo sufficiente a comprendere l'ulteriore svolgimento del dramma le scene del 3° atto in cui figura Jim inseguito dagli agenti di custodia. (novembre 1923)"

### Conservazione
Non si conoscono copie ancora esistenti della pellicola che viene considerata presumibilmente perduta.